# マルタ

マルタ共和国
Repubblika ta' Malta（マルタ語）
Republic of Malta（英語）

国の標語：Virtute et constantia（ラテン語）
国歌：L-Innu Malti（マルタ語）
マルタ賛歌

1. 
2. 
3. 

マルタ共和国（マルタきょうわこく、マルタ語: Repubblika ta' Malta、英語: Republic of Malta）、通称マルタ（Malta）は、南ヨーロッパの共和制国家。イギリス連邦および欧州連合（EU）の加盟国で、公用語はマルタ語と英語、通貨はユーロ、首都はバレッタである。1964年にイギリスから独立し、2004年に欧州連合(EU) に加盟した。地中海中央部の複数の島からなる小さな島国で、人口は約44万人。いわゆるミニ国家の一つ。

## 概要
イタリアのシチリア島の南に位置し、面積は316km2で、東京23区の面積622.99km2の約半分の大きさで、人口は約44万人、人口密度は約1380人/km2である。主要な島はマルタ島とゴゾ島、コミノ島の三つである。
地中海のほぼ中央にあり、アフリカ大陸にも近い。このためカルタゴ、共和政ローマ時代に既に地中海貿易で繁栄し、その後一時イスラム帝国の支配に入ったこともある。それに抵抗して戦ったマルタ騎士団がこの地の名前を有名にした。
小型犬のマルチーズの発祥の地であり、マルチーズの名はマルタに由来する。

## 歴史
新石器時代から人間が生活していたといわれ、巨石文明および平行に穿たれた2本の溝の遺跡が島内各所に残る。前者はジュガンティーヤ、スコルバ、タルシーン、ハジャイーム、（イ）ムナイドラの各神殿を含む。後者は「カート・ラッツ（車輪の轍）」と呼ばれ、この溝には水路説と神殿などに石を運ぶために出来た（あるいは造られた）レール説があるが、鉄道のポイントのように分岐点が所々存在する。
紀元前1000年ごろ、現在のレバノン一帯が起源とされるフェニキア人が渡ってきて支配者となる。
紀元前400年ごろに、カルタゴの支配下に入り、その後紀元前218年にローマに攻略される。そのころから既に地中海貿易で繁栄していた。
 フランス占領下のマルタ 1798–1800

 マルタ保護国 1800–1813

 マルタ直轄植民地 1813–1964

 マルタ国 1964–1974

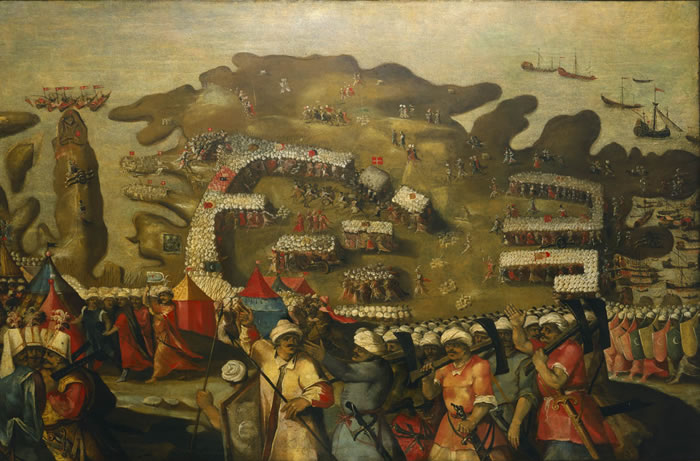
マルタ包囲戦 (1565年)

紀元60年ごろ、使徒パウロがローマで皇帝の裁判を受けるために護送される途中で嵐に遭い、船が難破して打ち上げられた。なお、マルタ島の北部にパウロと兵士や船員たちが打ち上げられたと言われる「聖パウロ湾」（Saint Paul's Bay）と呼ばれる場所がある。その後、パウロが幽閉されたと伝えられる洞窟の上には教会が建てられ、巡礼地の一つとなっていて、ローマ教皇も祈りを捧げるために教会をたびたび訪れている。パウロはマルタでも布教に取り組んだとされ、マルタの守護聖人となっている。
870年にアラブ人の侵攻を受け、1127年にノルマン人が占拠するまでイスラム帝国の支配下に置かれた。その後、1479年にスペインの支配下に置かれ、1530年には、1522年にロドス島を追われた聖ヨハネ騎士団（後のマルタ騎士団）の所領となった。1565年にマルタ騎士団はオスマン帝国からの攻撃を受けるが（マルタ包囲戦）、およそ4か月で撃退に成功した。現在の首都バレッタは、この時のマルタ騎士団の団長ジャン・ド・ヴァレットの名前にちなんでいる。それまでは、紀元前８世紀にフェニキア人が建設し、島全体を眺望できる中部のイムディーナ（アラビア語で「町」の意）が首都であった。
1795年にエジプト遠征途上のナポレオン・ボナパルトによって占領された(フランスのマルタ占領)。しかし、まもなく中部の古都イムデーナで教会の財産をフランス軍が競売にかけようとしたことをきっかけに市民の反乱が勃発、全島に広がり、1800年、フランス軍は撤退した。その後、イギリスが支配したため、フランス軍はエジプトに孤立した。マルタ占領で地中海進出を果たしたイギリスに対し、通商権を侵害されたとしたデンマーク、スウェーデンと、そもそもイギリスの地中海進出に難色を示したロシアはプロイセンと結び、1800年に第二次武装中立同盟を結成する。
イギリスは、1801年にデンマークの首都コペンハーゲンを攻撃して（コペンハーゲンの海戦, 4月2日）武装中立同盟を解体させる。ナポレオン戦争の終了後、ウィーン会議でイギリスのマルタ領有が確定する。
地中海を経由してインドに至るルート上に位置するマルタは、イギリスの重要拠点となっていく。第一次世界大戦と第二次世界大戦では、マルタ沖では海戦が度々勃発した。特に第二次世界大戦中にはエジプトへの連合国側の輸送路の途上にあり、またイギリス海軍の拠点として、イタリアと北アフリカとを結ぶ枢軸国側の輸送路を脅かす存在となった。このため、マルタ島は激しい空襲に晒されたが（第二次マルタ包囲戦）、ついに陥落することはなく、連合国軍のシチリアやイタリア本土への上陸作戦の拠点となった。
戦時下の国民の努力と忍耐を讃え、イギリス国王ジョージ6世は「マルタの国と国民全て」を対象にジョージ十字勲章を授与された。勲章は現在の国旗のデザインとしてあしらわれている。
戦後、反英抵抗運動、独立闘争では後に第3代大統領となるアガサ・バーバラらが活躍した。1964年9月21日、英連邦王国自治領マルタ国（State of Malta / Stat ta' Malta）としてイギリスから独立、エリザベス2世を女王とする人的同君連合となった。さらに1974年12月13日には君主制から共和制に移行し、イギリス連邦加盟のマルタ共和国となった。2004年5月1日に欧州連合(EU) に加盟した。

## 政治

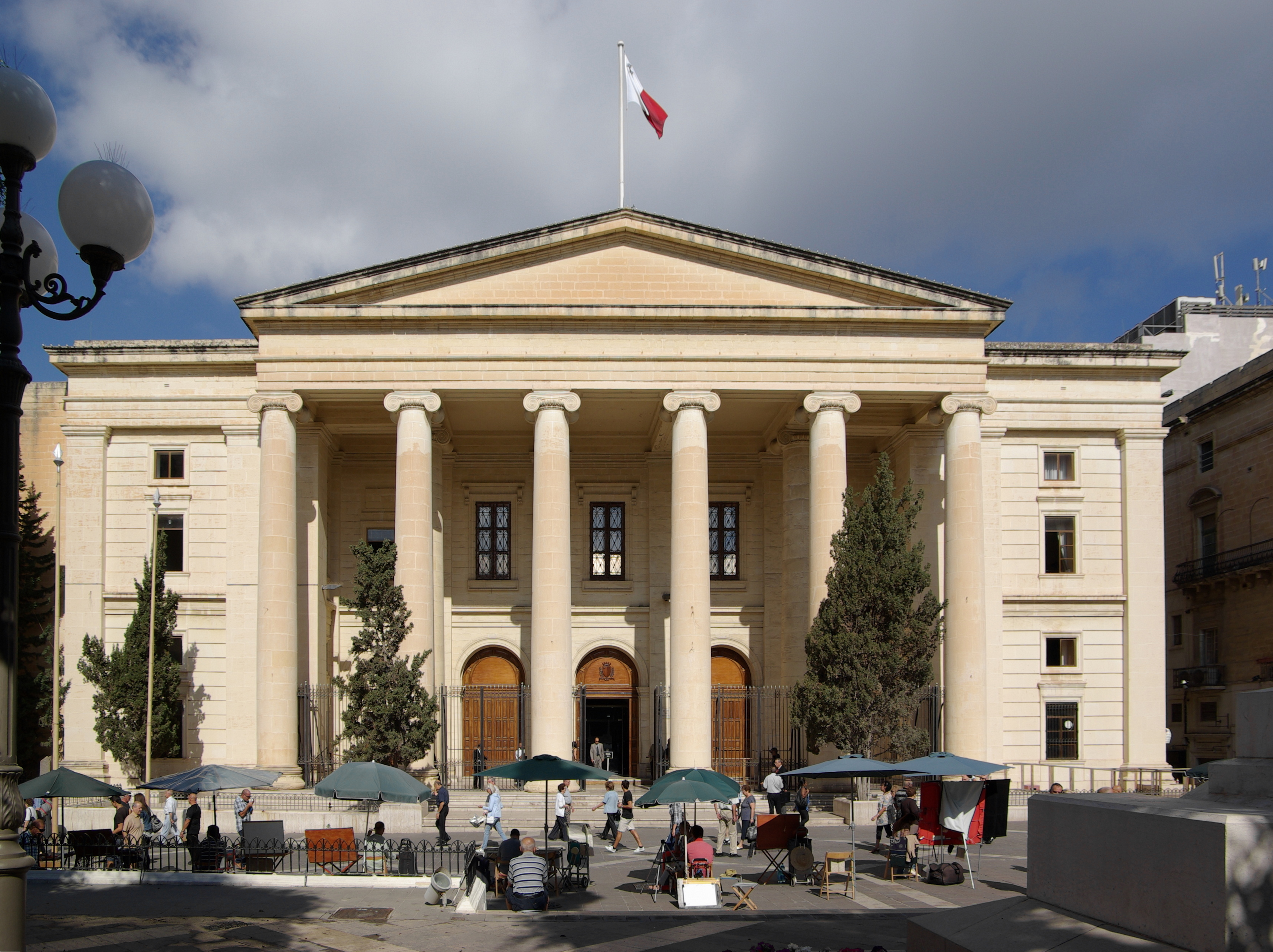
首都バレッタの裁判所。

国家元首たる 大統領は任期5年で、立法府である代議院によって選出される（複選制）。全ての執行権は大統領によって直接的または間接的に行使されるが、基本的には儀礼的・形式的地位である。
行政府の長である首相は、代議院選挙後に第1党の党首が大統領により指名され就任する。代議院の信任を失った場合は辞職する（議院内閣制）。
代議院は任期5年の一院制で、原則として定数は65議席となっている。比例代表制選挙により選出されるが、選挙の結果、いずれの党も単独過半数の議席を得ることができなかった場合は、もっとも得票率が高かった党に対してさらに最大4議席を追加配分し、単独過半数を確保させる。これは二大政党制が確立しているマルタにおいて、例えば第1党が32議席、第2党が30議席、第3党が3議席という結果になった場合、国民全体の中で少数の支持しか得ていない第3党が連立政権の発足および維持において過剰な影響力を行使しうる事態に陥るのを回避することにより、民意の国政への正確な反映よりも、政局の安定を重視した制度である。
2017年、パナマ文書を元にマルタ政府要人の租税回避の関係を追及していた記者ダフネ・カルーアナ・ガリジアが爆殺される事件が発生した。マルタはイタリアのマフィアのオンライン賭博の温床になっているという指摘もあり、反マフィア団体はマフィア排除の必要性を求めている。

## 国際関係

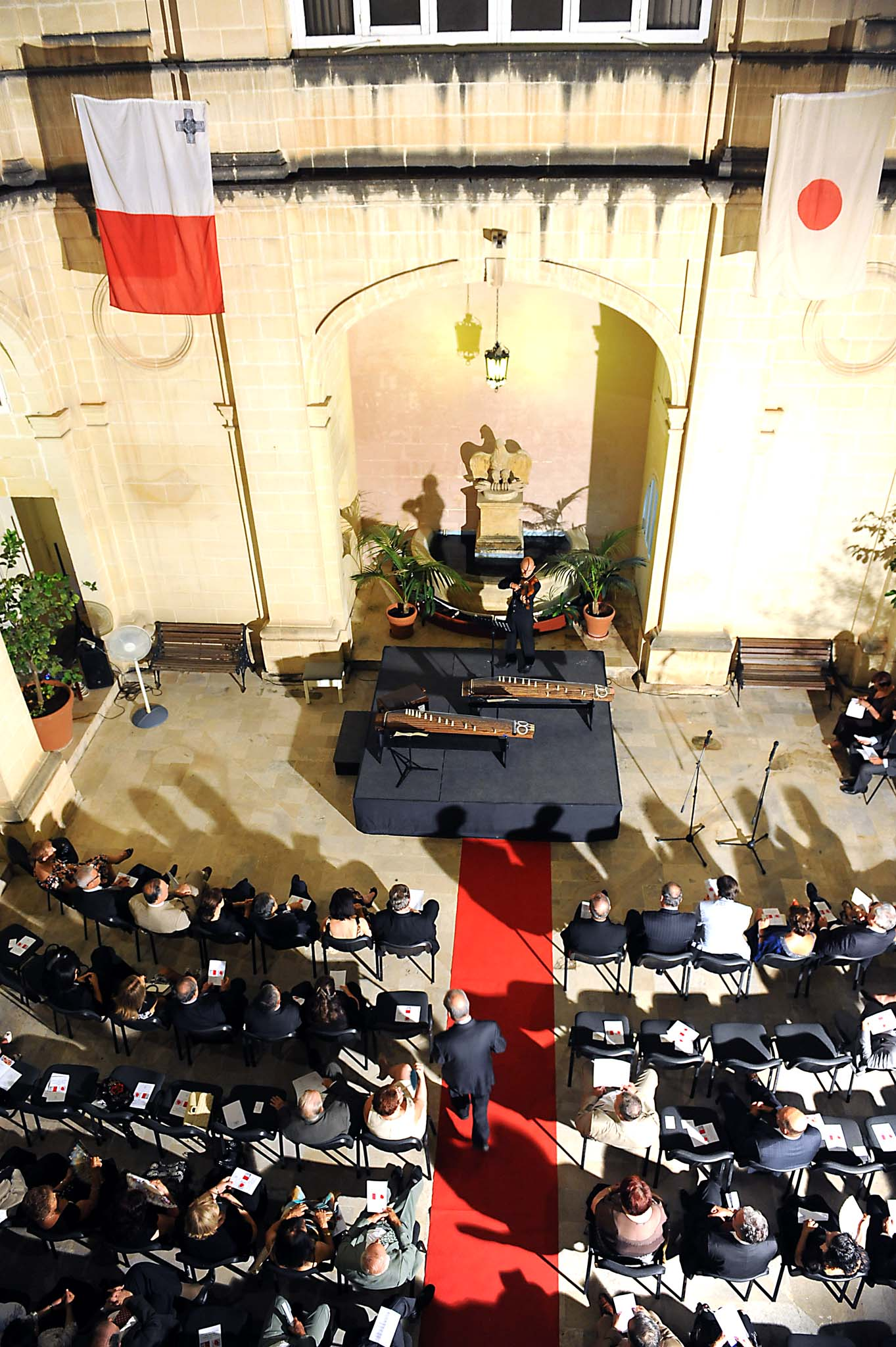
マルタ外務省で開催された東北地方太平洋沖地震の被災者を支援するコンサート

### 冷戦終結の舞台
東西冷戦の終結を告げる歴史的なマルタ会談の舞台としても知られる。
1989年12月3日、当時のミハイル・ゴルバチョフ（ソビエト連邦最高会議議長兼ソ連共産党書記長）とジョージ・H・W・ブッシュ（アメリカ大統領）のふたりが、マルタで米ソ首脳会談を開催して戦後44年間続いた冷戦の幕引きを世界にアピールし、欧州新秩序づくりへ向けての一致協力をうたった。
東西冷戦が1945年のヤルタ会談から事実上始まり、マルタ会談で終結したことから、マルタ会談については「ヤルタからマルタへ」というキャッチフレーズで語られることも多い。

#### 日本との関係
- 1862年、1858年にイギリス、フランスなど5カ国と個別に締結された修好通商条約の修正を求めて派遣された文久遣欧使節団が訪問している[7]。
- 第一次世界大戦中の1917年6月11日、日英同盟に基づきイギリス側に参戦し、地中海に派遣されていた日本海軍の駆逐艦「榊」が、マルタへの帰還途上で敵艦の攻撃により大破した。その戦死者を葬る「大日本帝国第二特務艦隊戦死者之墓」がある[8][9]。
- 1921年4月、皇太子時代の昭和天皇が訪問し、「大日本帝国第二特務艦隊戦死者之墓」に拝礼している[7]。
- 2017年5月27日、安倍晋三内閣総理大臣（当時）がタオルミーナサミットの帰路にマルタ島を訪問し、「大日本帝国第二特務艦隊戦死者之墓」に拝礼すると共に[10]、当時のマルタ共和国首相ジョゼフ・ムスカットとの会談を行っている[11]。
- 2025年1月、マルタの暮らしをテーマとしたドキュメンタリー映画『Cats of Malta』（邦題「ねこしま」）が公開される予定[12]。

## 軍事
陸海空の各戦力を有する。兵員は約1,600名で志願制度。マルタ軍の設立は共和制となった1974年のことである。

## 地理

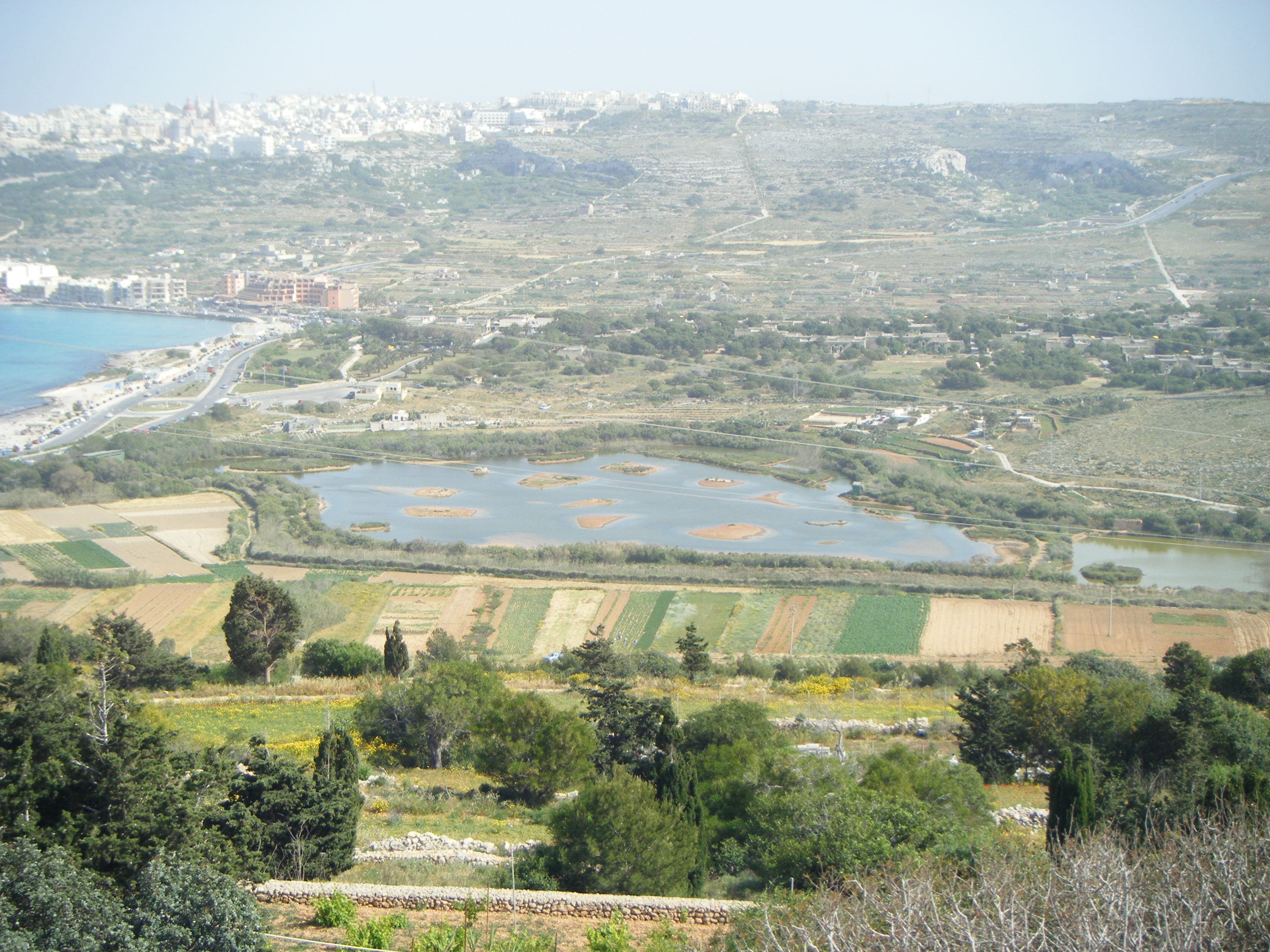
国土風景

地中海の中央部、シチリア島の南約93kmに位置する。マルタ島、ゴゾ島、コミノ島、無人島2島の5島よりなる。
海岸線が変化に富むため、良港が多い。地形は低い丘陵や台地からなり、最高地点はマルタ島内の標高253mの丘陵である。
気候は地中海性気候のため、冬は温暖で雨が多く、夏は暑く乾燥している。

## 地方行政区分

地形図

地方行政区画は、68の市（町・村）に分かれる。県や州に相当する国と市の中間レベルの地方行政単位はない。

## 経済

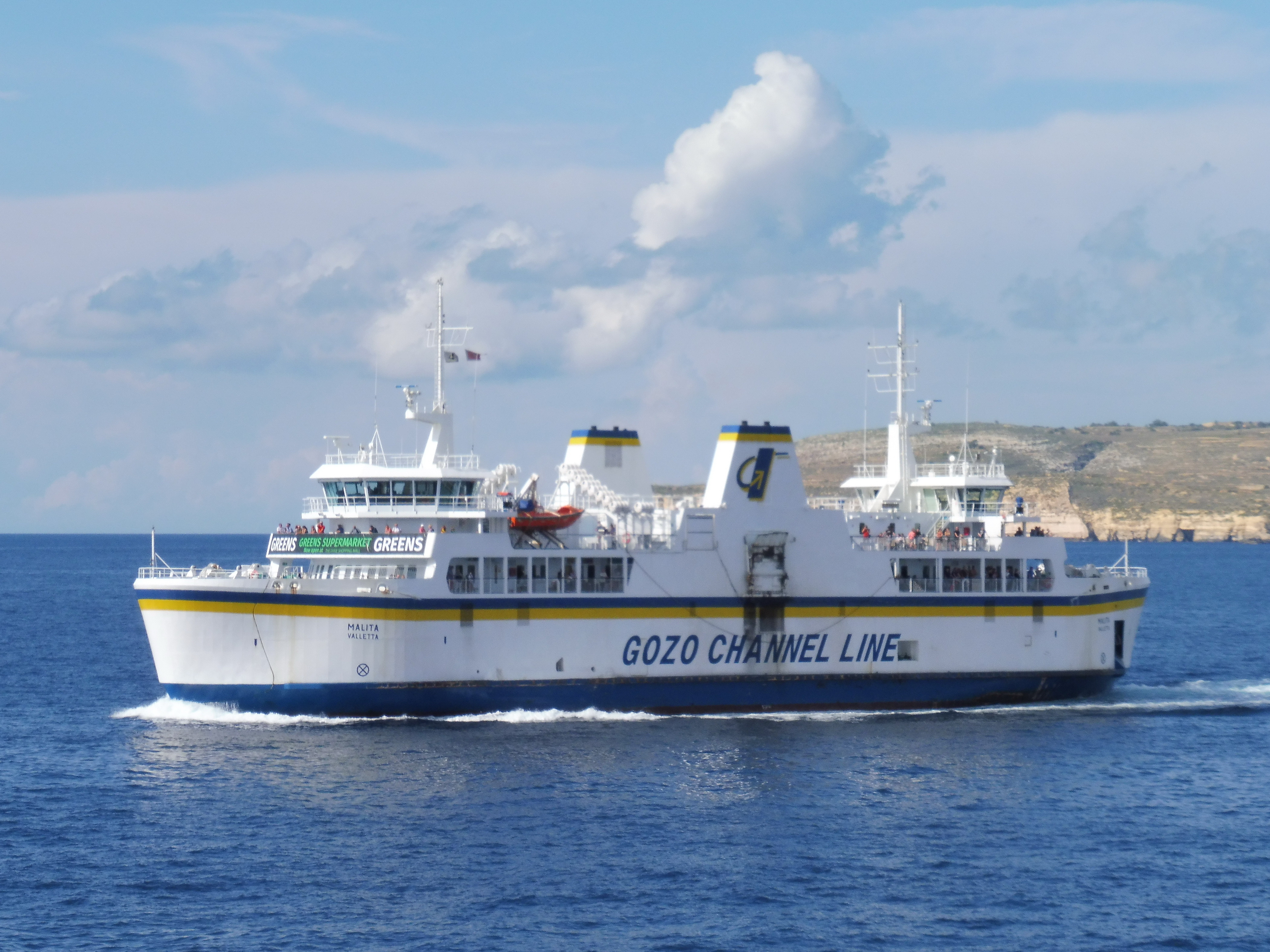
ゴゾ島を結ぶフェリー。

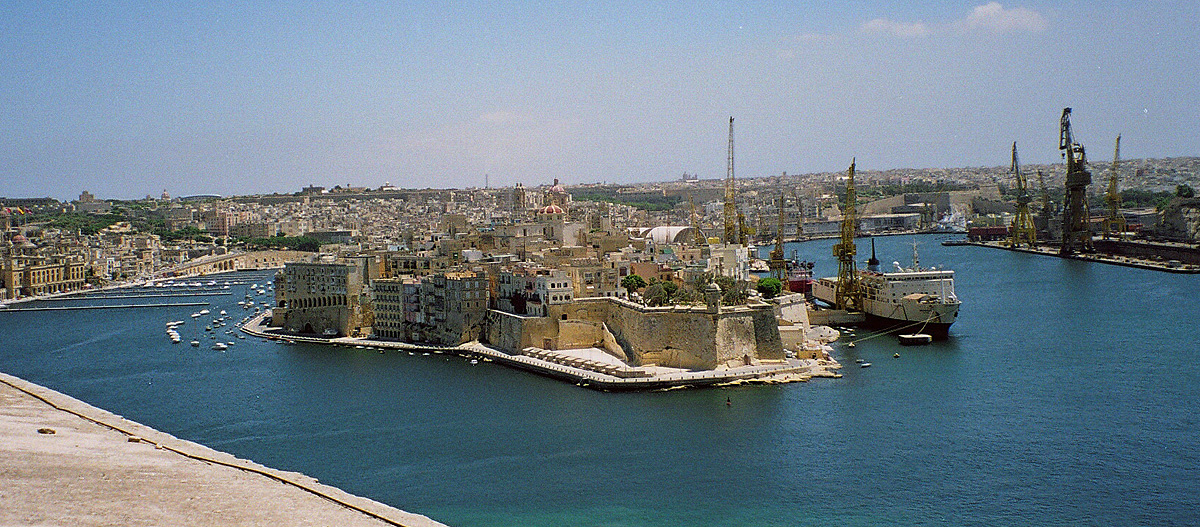
バレッタ港。

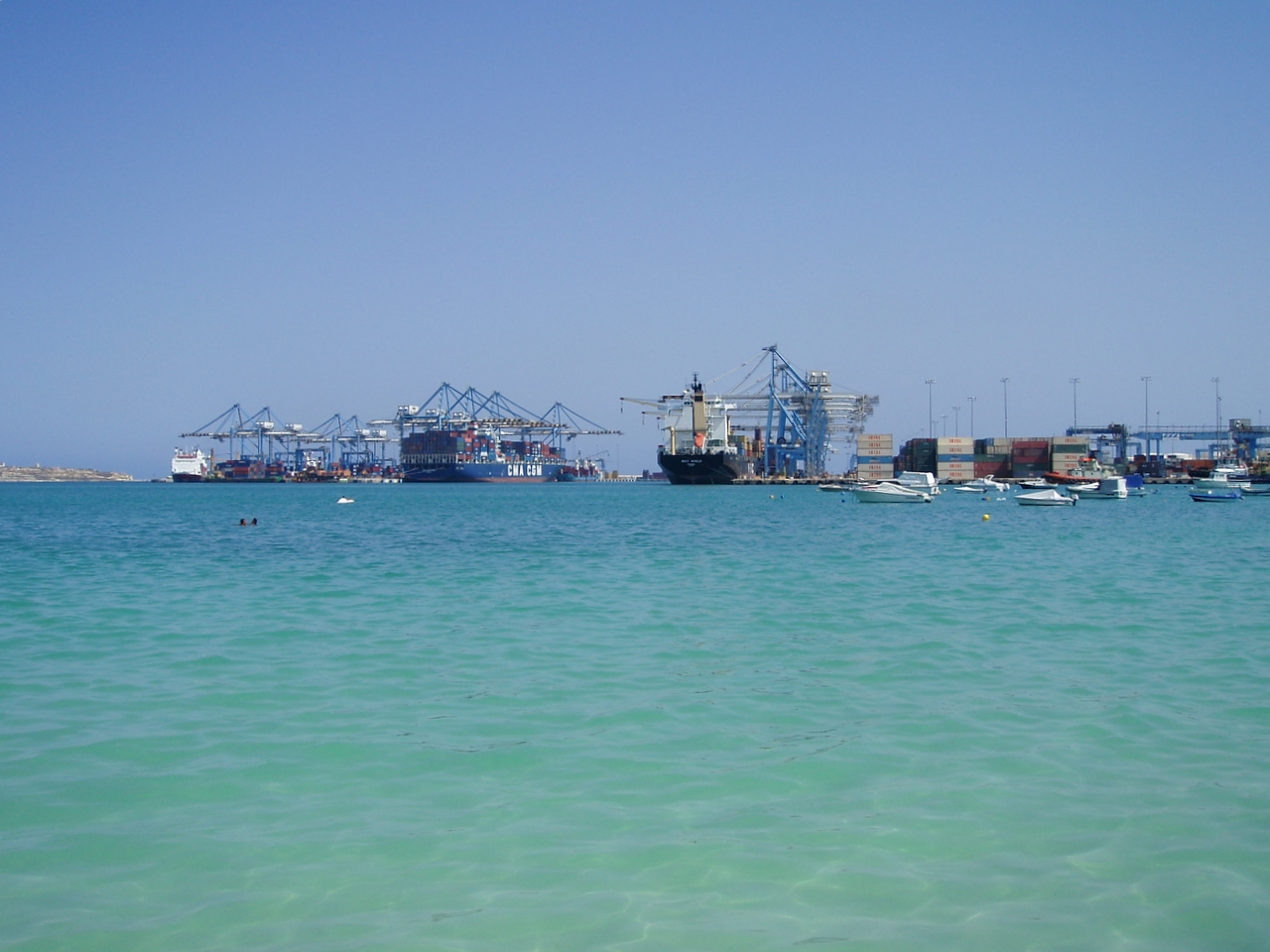
マルタ自由港。

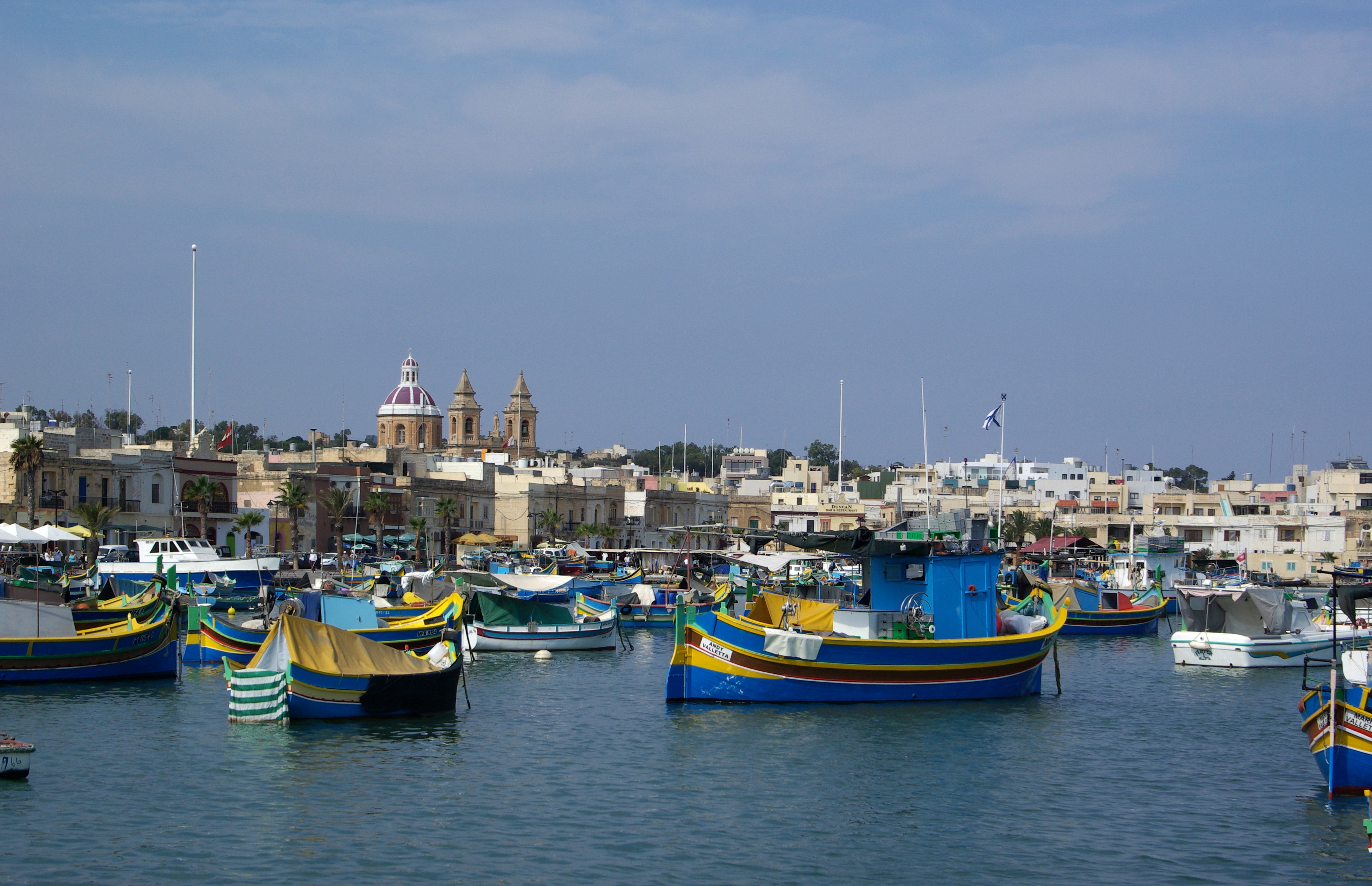
マルサシュロック港

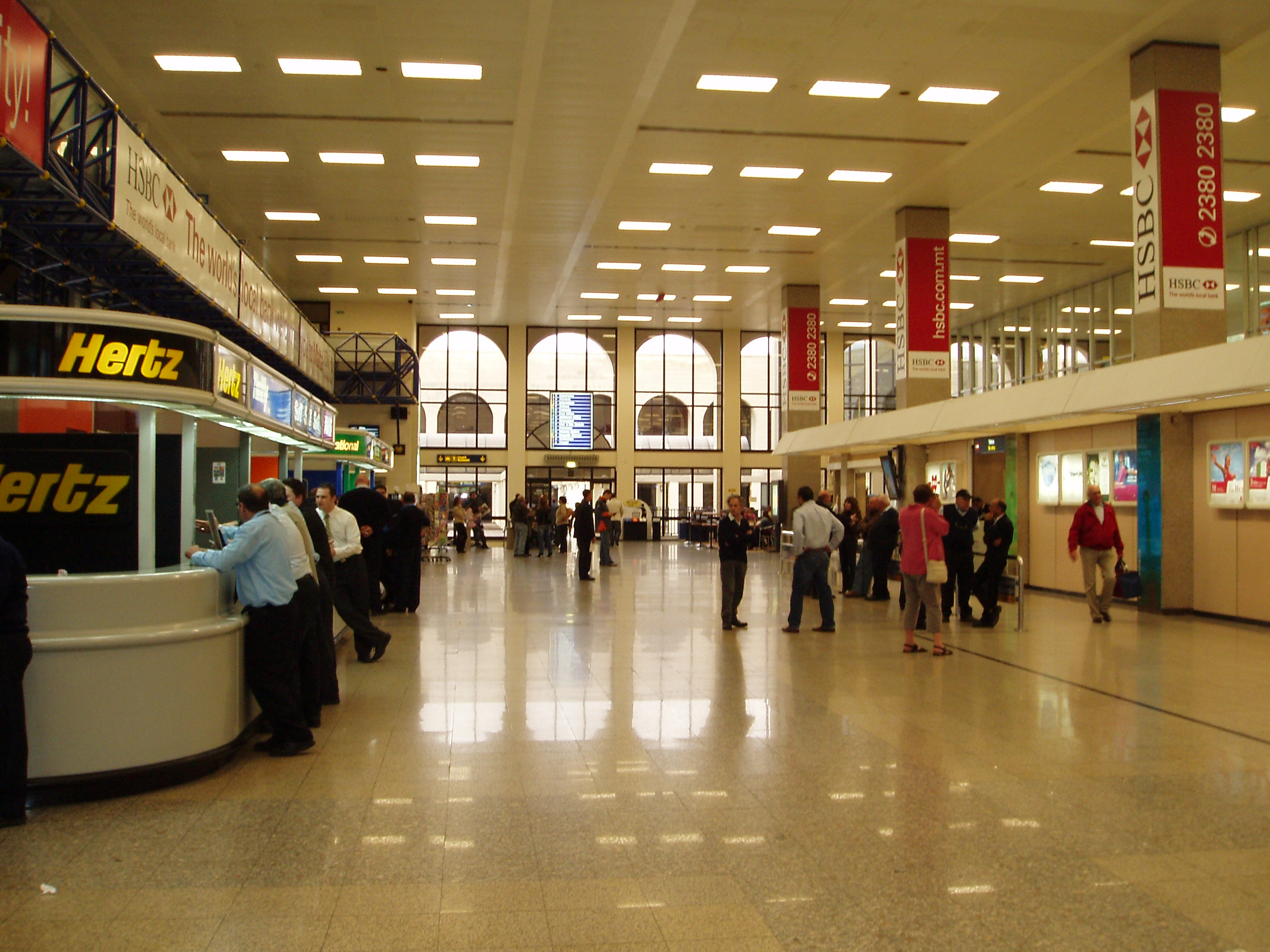
マルタ国際空港、マルタ航空の拠点。

18世紀までは綿花とタバコの栽培、造船業が中心で、造船業はイギリス軍にとって有用なものだった。1854年のクリミア戦争のように、戦時の度にマルタ経済が繁栄した。1869年のスエズ運河の開通後は船舶の寄港地として賑わうこととなった。しかし19世紀末以降、大型船の就航により、燃料補給のための寄港の必要性が減少し、マルタの経済は縮小。第二次世界大戦が終わった1940年代後半には特に深刻な危機に陥った。現在のマルタは、国内にエネルギー資源はなく、石灰岩が産出されるのみである。食料自給率も20%にすぎない。全人口をカバーできる水資源はないため、飲料水はイタリアなどから輸入している。
経済的に有利な点は、欧州に近く地中海の中央に位置することと、労働者が勤勉なことである。貿易を中心とした経済となっており、電子、繊維、観光が主要産業である。とくに観光インフラは近年整備され、良質なホテルがある。また、映画製作も成長産業で、巨額予算の外国映画のロケ地として誘致している。
貿易や観光以外に金融にも力を入れている。税率が低いタックス・ヘイヴンとして多くの企業・資金を呼び込んでいる。規制も緩く、仮想通貨企業が進出している。
資源や経済の乏しさを補うために、教育拡充を重要視し、政府は教育を無料にして将来の経済成長を支える人材育成に励んでいる。とはいえ現実としては国民の教育水準は高くなく、2010年時点における15歳以上の労働力人口においては、小学校など初等教育のみで教育課程を終える国民が全体の53%を占めている。識字率も15歳以上の国民で92.4%に留まり、欧州主要国よりも低い状態にある。
2004年5月には欧州連合に加盟した。国営企業の民営化と市場開放に取り組んでおり、2007年1月に国営郵便の40%を放出した。2008年1月より統一通貨ユーロが導入された。対岸のチュニジアとの間で大陸棚の商業的開発、とくに石油探鉱の協議を進めている。
自動車の通行区分はイギリス統治時代と変わらず左側通行である。多くの国民が自動車を所有し、交通手段に利用している。左側通行であることから、自動車は右ハンドル仕様の欧州車に加え、日本から輸入された中古車が多く使われており、対日中古車輸入および関連産業が盛んである。バレッタ南方13kmのマルサシュロックにある自由港は、欧州11位のコンテナ扱い高がある。

## 国民
住民は南イタリアと同様の地中海系民族をベースにノルマン系、アラブ系、スペイン系などの征服民族との混血が進んだものである。

### 言語
言語は、マルタ語と英語が公用語である。また1934年まで公用語であったイタリア語もかなり使用されており、イタリアの地上波テレビ放送が届く距離であるため、イタリア語によるテレビ番組も視聴されている。2012年の調査では、96％がマルタ語、4％が英語を母語と回答している。また、89％が英語で、56％がイタリア語で、11％がフランス語で会話が可能であると回答している。マルタ語はアラビア語の方言とされるが、別言語に区分する説もあるほど正則アラビア語や他方言との差は大きい。「アラビア語」で会話可能と答えた者は2006年の調査では2％である。

### 婚姻
婚姻時は自己の姓をそのまま名乗る（夫婦別姓)、姓を変更（夫婦同姓）、結合姓から選択することが可能である。妻が夫の姓に変える場合が最も多く、夫婦別姓を選ぶカップルも一定数いる。一方、結合姓を選択することは稀である。
離婚は、かつては法律上認められていなかったが、2011年5月の国民投票により認められることとなった。2017年9月1日より同性結婚が可能となった。

### 宗教
宗教の信仰人数は、カトリック教会が98%である。

### 教育
- マルタ大学

## 治安
2022年01月07日時点での外務省からの報告では「一般に治安は良く、凶悪な犯罪はほとんどありませんが、スリ、窃盗、車上荒らし等の被害があります。」とされている。犯罪被害が多発する危険地域とされる場所では「パーチャビル」が挙げられる。パーチャビルは若者を対象とした娯楽施設が集中している繁華街で、傷害事件が発生することがあるほか、麻薬が流通しているとの情報も寄せられている。

## メディア
最も有力な新聞は、アライド・ニュースペーパーズの発行するタイムズ・オブ・マルタとその日曜版サンデー・タイムズ・オブ・マルタである。紙面は半分が英語、もう半分がマルタ語になっている。マルタ語のみの新聞では、マルタ労働総同盟系の週刊紙「灯火」 (It-Torċa) とその姉妹版である「地平線」 (L-Orizzont) 紙が広く読まれている。日刊・週刊紙の数は多く、2万8000人に1紙ある計算になる。広告料、購読料、補助金がマルタ紙の収入の三本柱である。
テレビでは地上派のチャンネルとして、TVM、TVMNews+、パーラメントTV、One、NETテレビジョン、スマッシュ・テレビジョン、Fリビング、TVMSport+、Xejkの9チャンネルがあり、そのほとんどが国や各政党から資金提供を受けている。TVM、TVMNews+、パーラメントTVの3チャンネルは、国営の公共放送局（PBS、欧州放送連合加盟）が運営している。NETテレビジョンのオーナーであるメディアリンク・コミュニケーションは国民党と、Oneのオーナーであるワン・プロダクションズは労働党とそれぞれ提携している。そのほかは民営である。
マルタ通信機構によると、2012年末時点で国内のテレビ受信契約数は14万7896件であった（国内の世帯数が2011年国勢調査時点で13万9583世帯）。ほかの欧州諸国のテレビも、衛星通信で視聴可能である。

## 文化

### 文学とマルタ
マルタ語による文学は200年あまりの歴史があるが、近年、中世にすでに地方の言葉で文芸活動が行われていたことを示唆する恋歌が新たに発見された。ロマン派文学は、マルタの国民的な詩人であるカルメロ・プサイラ（ドン・カルム）の作品でその頂点に達した。ラザー・ブリファやカルメヌ・ヴァッサッロといった後代の作家は、定型化したテーマや韻律形式にとらわれない創作活動を試みた。カール・シェンブリやイマニュエル・ミフスードなど、現代の作家になると、韻文・散文ともこの傾向はさらに顕著になっている。
ルソーの著作『エミール』の中では、「必要とあらばアイスランドの氷の中であろうと、マルタ島の焼けただれる岩壁の上であろうと、生き抜くことを彼に教えなければならない」とマルタについての言及があり、近代初めのヨーロッパ人にとっては、この地がいかに過酷な生活環境とみなされていたかがうかがえる。

### 音楽

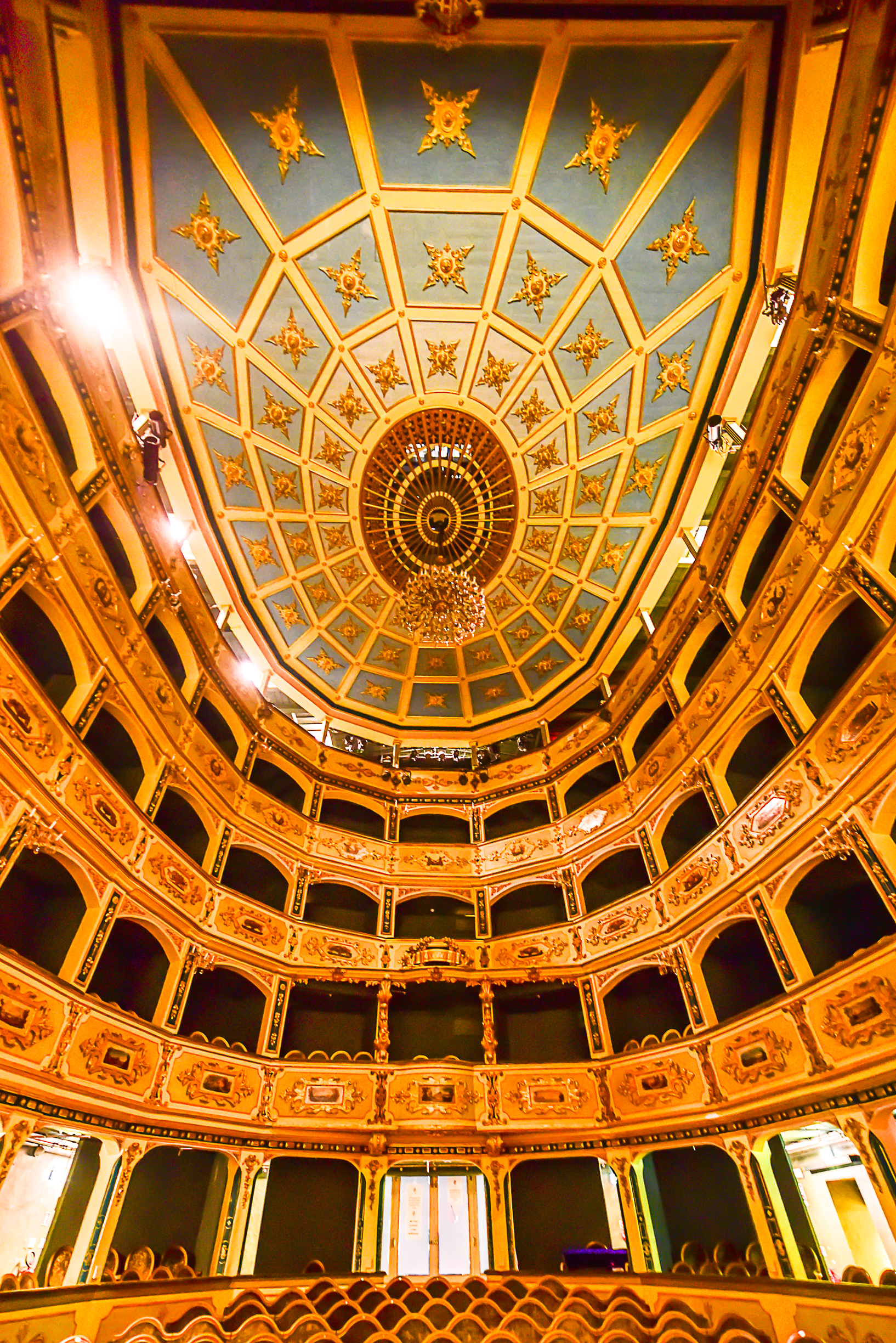
マルタ・フィルハーモニー管弦楽団が拠点とするマノエル劇場。欧州で3番目に古い現役の劇場である

ほとんど西洋化された今日のマルタ音楽のほかに、アーナと呼ばれる伝統音楽が存在する。これはフォークギターに乗せて、複数人（主に男性）が交互に歌うものである。
マルタ・フィルハーモニー管弦楽団は国内最高峰の音楽団体で、重要な国家行事の際に招聘される。
マルタ出身の歌手として、ソプラノのミリアム・ガウチやテノールのジョゼフ・カレージャ、クラシック以外ではイーラ・ロスコ、ファブリツィオ・ファニエロ、グレン・ヴェッラ、ケヴィン・ボーグ、カート・カレージャ、キアラ・シラクーザ、テア・ガレットなどが挙げられる。バンドではウィンター・ムーズやレッド・エレクトリックがいる。

### 映画

#### 映像
マルタの The Producer's Creative Partnership (PCP) 社は、世界最大の撮影用水槽を有している。NHKのスペシャルドラマ『坂の上の雲』第9話「広瀬、死す」の旅順口閉塞作戦のシーンはここで撮影された。

### 建築
建築は、地中海に興隆した諸文化とイギリスの建築様式の影響を受けている。ゴゾ島のジュガンティーヤは、現存する自立式の建築としては世界最古の部類に入る。新石器時代には、マルタ島とゴゾ島に複雑な浮き彫りをあしらった寺院が多数建立された。
ローマ時代には華美なモザイク床、大理石の柱廊、古典的な彫像などがマルタに導入された。そうした彫像は今日、イムディーナのロマン・ドムスというヴィラで保存・展示されている。初期キリスト教のカタコンベを彩ったフレスコ画は、マルタも東方のビザンティン帝国の影響を受けていたことをうかがわせる。時代が下ると、ロマネスク建築やゴシック建築が取り入れられた。

### 世界遺産

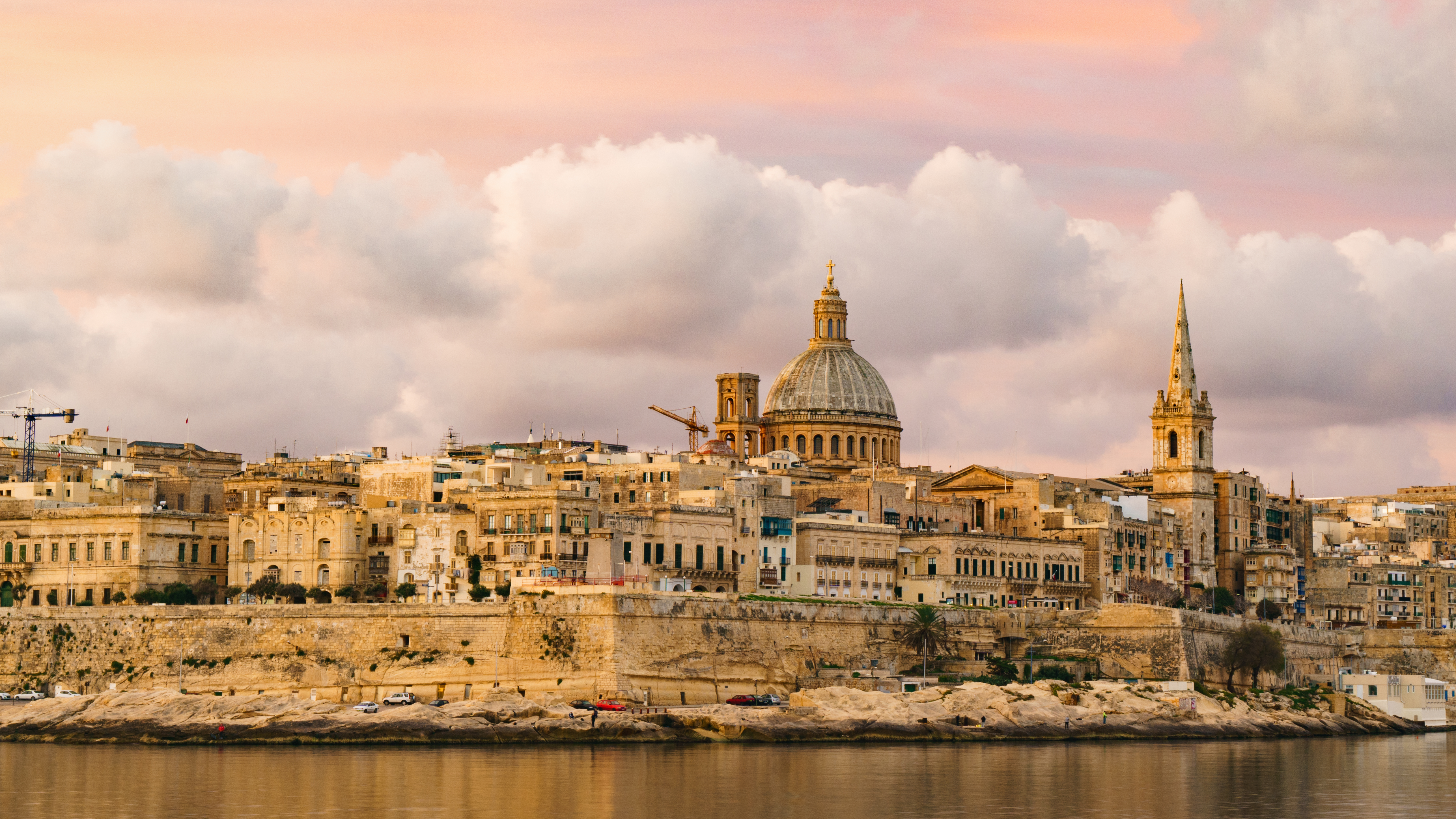
世界遺産（文化遺産）であるバレッタ市街。

ユネスコの世界遺産リストに登録された文化遺産が3件存在する。
- ハル・サフリエニの地下墳墓 -（1980年）
- バレッタ市街 -（1980年）
- マルタの巨石神殿群 -（1980年）

### スポーツ
2010年まで、欧州連合（EU）加盟28ヶ国の中で唯一冬季オリンピックに参加していなかったが、2014年ソチオリンピックでエリーズ・ペレグリンがアルペンスキー競技に出場し、EU加盟全28ヶ国が冬季五輪に参加した。以後は2018年平昌オリンピックや2022年北京オリンピックにもマルタは参加しており、3大会連続でEU加盟全28カ国参加を果たしている。また、欧州小国競技大会を開催し参加している。
サッカー
他のヨーロッパ諸国同様に、サッカーも当然の事ながら最も人気のスポーツとなっており、1909年にサッカーリーグのマルタ・プレミアリーグが創設された。スリマ・ワンダラーズFCがリーグ最多26度の優勝を達成しており、さらにカップ戦のマルタFAトロフィーでも歴代最多21度の優勝を数える。また、1900年に設立されたマルタサッカー協会（MFA）によってサッカーマルタ代表が構成されているが、FIFAワールドカップおよびUEFA欧州選手権への出場歴はなく、UEFAネーションズリーグでも最弱グループのリーグDに属する（2022年現在）。